# Pulpe (Verarbeitungstechnik)
Pulpe (von lateinisch pulpa ‚Fleisch‘), teilweise auch (die) Pülpe oder  (der) Pulp, ist eine fachsprachliche Bezeichnung für verschiedene Massen, die in der Regel Fasern, teilweise auch gröbere Partikel enthalten und oft eine breiige Konsistenz aufweisen. Pulpen entstehen bei Verarbeitungsprozessen, zumeist als Zwischenprodukt oder Nebenprodukt.

## Cellulosefaserbrei

### Geschöpftes Papier

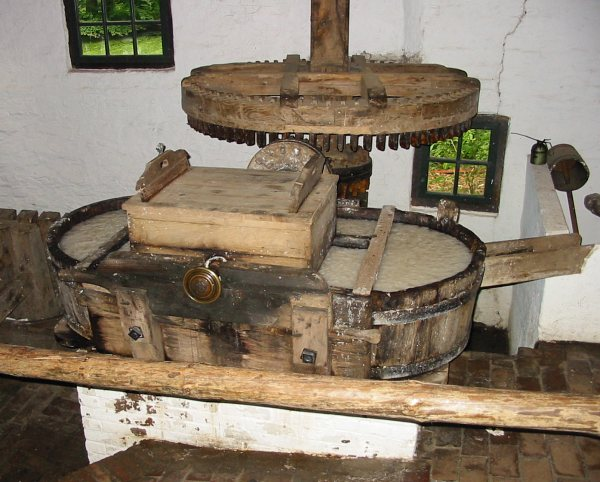
Pulpe in einem Holländer

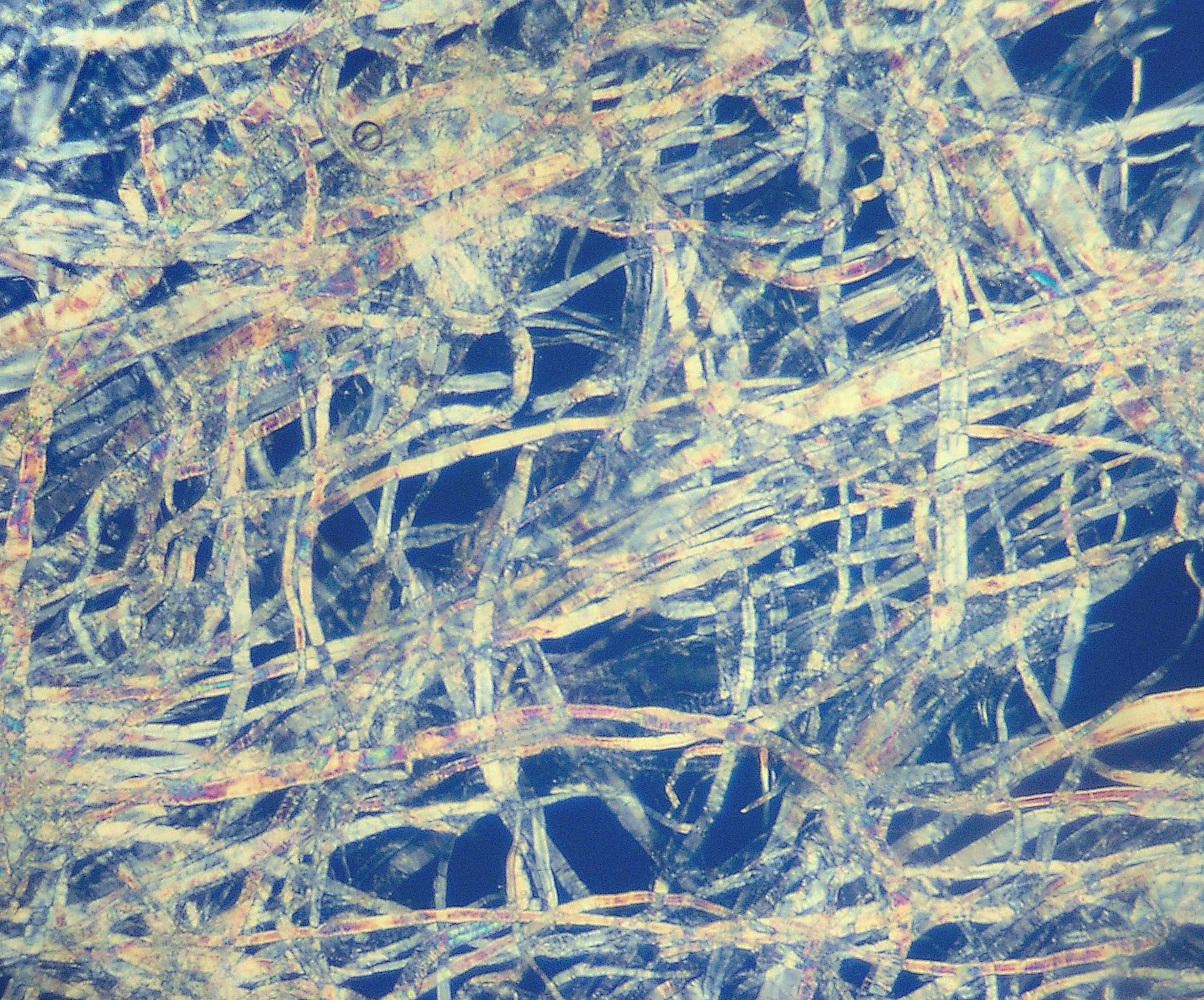
Lichtmikroskopische Aufnahme von Zellstoff

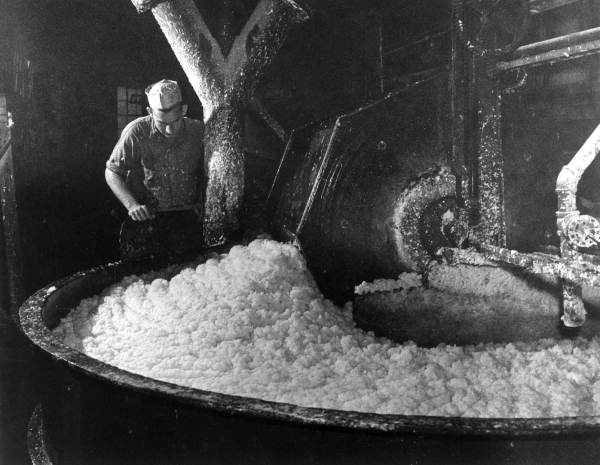
Pulpe bei der Papierherstellung in Florida im Jahr 1947

Bei der Herstellung von Papier wird das Gemisch aus Wasser und Fasern als Pulpe bezeichnet, insbesondere als Fachbegriff im Kontext der historischen beziehungsweise traditionellen Herstellung von handgeschöpftem Papier. Als Umschreibung oder Synonym werden auch die Bezeichnungen Faserbrei, Papierbrei oder Papierfaserbrei verwendet.
In Europa wurde der Papierbrei noch bis zur Mitte des 19. Jahrhunderts nahezu ausschließlich aus Hadern hergestellt. Die Altkleider und Lumpen wurden zunächst in den Stampfwerken der Papiermühlen, später in Holländern zerfasert. Konstruktionsbedingt war in den Stampfwerken und Holländern die Zugabe von sehr viel Wasser nötig, um eine ständige Bewegung der Hadern zu gewährleisten. Die bei der Zerfaserung entstehende Suspension war deshalb dünnflüssig. In der Schöpfbütte wurde sie weiter mit Wasser verdünnt, um schließlich einen Wassergehalt von bis zu 99 Prozent zu erreichen.

### Industrielle Herstellung von Papier und Zellstoff
In der modernen Papierherstellung wird ein Faserstoff oder eine Mischung verschiedener Faserstoffe mit Wasser vermischt. Für das Gemisch aus Wasser und Fasern werden verschiedene Bezeichnungen verwendet, unter anderem: Faserstoff-Wasser-Suspension, Faserstoffsuspension oder Fasersuspension oder auch suspendiertes Halbstoffsystem. Das Gemisch liegt zwar meistens, aber nicht immer als Suspension vor. Gelegentlich werden allgemeinere Bezeichnungen verwendet, etwa Faserstoff-Wasser-Gemisch oder Stoff-Wasser-Gemisch.
Bei der Herstellung der Pulpe wird ein faserhaltiger Stoff – meist Holz – zerkleinert und in Wasser zerfasert, um daraus die Cellulosefasern freizusetzen. Diesen Vorgang nennt man Holzaufschluss bzw. allgemeiner Faseraufschluss. Wichtige Faserstoffe bei der modernen industriellen Papierherstellung sind Zellstoff und Holzstoff, welche aus unterschiedlichen Anteilen von Cellulose, Hemicellulose und Lignin bestehen, und Altpapierstoff.

#### Holzstoffe
Verfahren zur Zerfaserung von Holz, mit denen Holzstoffe erzeugt werden, sind Zermahlen mit Mahlsteinen (SGW-Verfahren, von stone ground wood), Zermahlen mit vorangehendem Dampfaufschluss (PGW, von pressure ground wood), Zermahlen mit Dampfaufschluss (TMP, von thermomechanical pulp), Zermahlen mit Metallscheiben (RMP, von refiner mechanical pulp) und Zermahlen mit vorangehender Behandlung mit heißen Lösungen von Natriumcarbonat, Natriumhydroxid oder Natriumsulfit (CTMP, von chemithermomechanical pulp).

#### Zellstoff
Mit chemischen Aufschlussverfahren ohne Zermahlen wird Zellstoff hergestellt, der größtenteils aus Cellulose besteht. Diese Verfahren sind kostenintensiver. Die wichtigsten chemischen Aufschlussverfahren sind das Sulfatverfahren (synonym  Kraft-Aufschluss, erzeugt etwa 96 % Cellulose), das Sulfitverfahren (erzeugt etwa 92 % Cellulose) und das eher historische Sodaverfahren. Zellstoff wird überwiegend ebenfalls aus Holz hergestellt, in geringeren Mengen auch aus Bambus, Bagasse und anderen Papierrohstoffen.
Aus Zellstoff  werden nicht nur Papiere hergestellt, sondern beispielsweise auch Hygieneprodukte wie Windeln. Chemiezellstoff wird chemisch weiterverarbeitet, unter anderem zu Viskose und Lyocell.

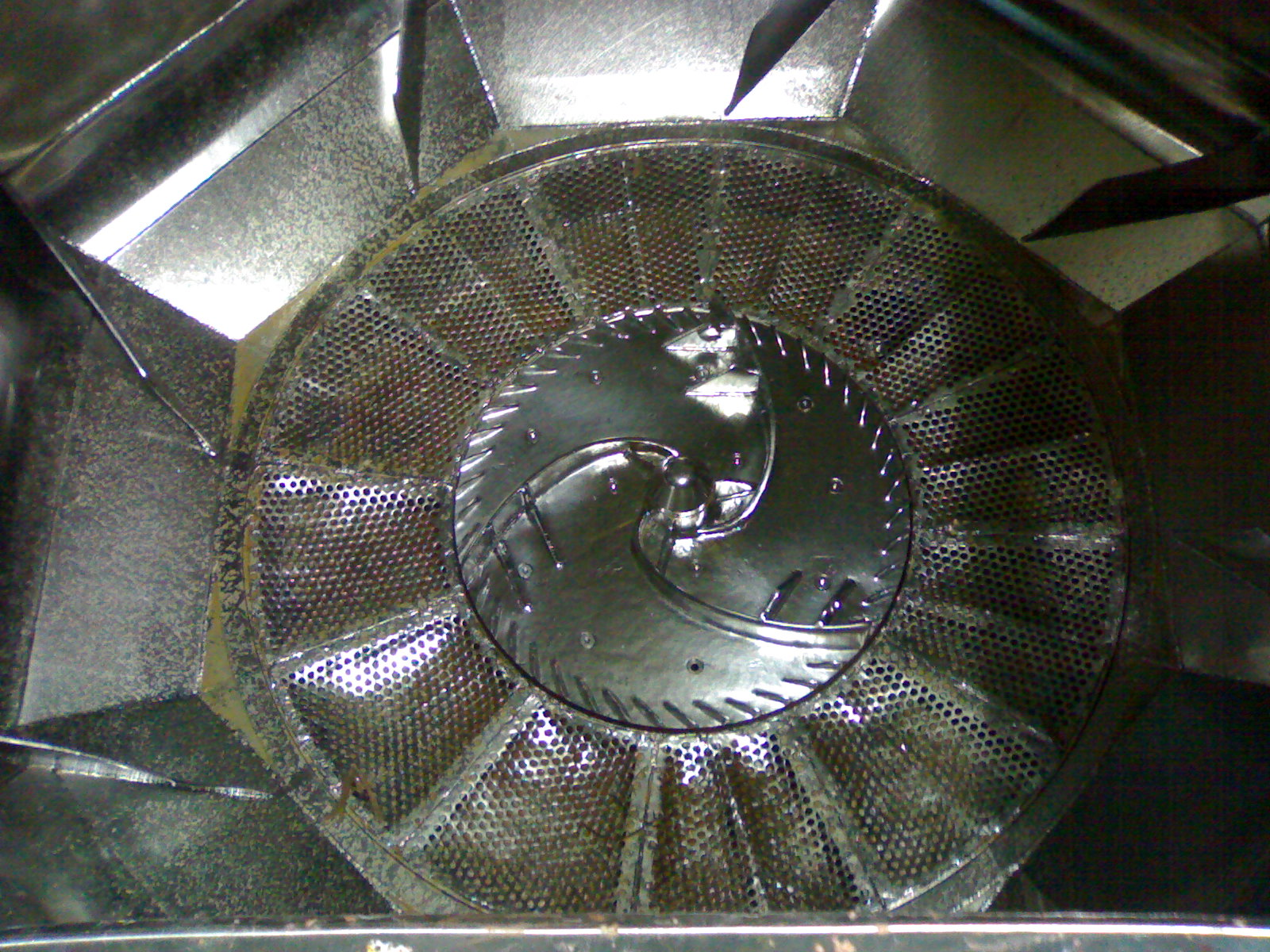
Ein Pulper

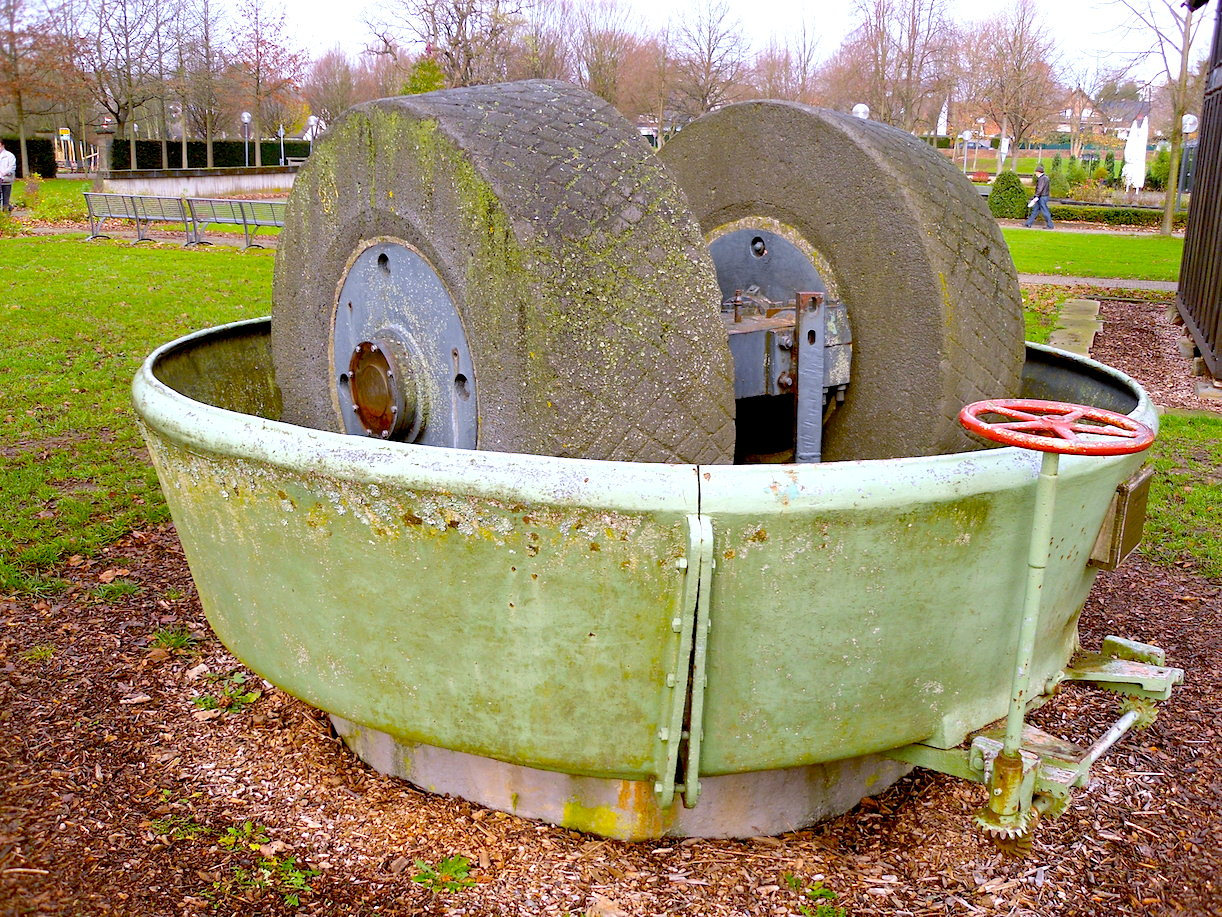
Kollergang aus der Papierfabrik Erfurt & Sohn in Schwelm

#### Altpapier
Altpapier ist der mengenmäßig wichtigste Papierrohstoff. In einem mit Wasser gefüllten Pulper wird das Altpapier in seine Einzelfasern zerlegt. Dabei entsteht wiederum eine Pulpe (Fasersuspension). Der so gewonnene sekundäre Faserstoff (Altpapierstoff) steht dann für die Produktion von Papier zur Verfügung (Papierrecycling). Früher wurde Altpapier in einem Kollergang zermahlen.

#### Bleichung und Deinking
Bei der Herstellung von weißem Papier aus Zellstoff und Holzstoff werden die Faserstoffe einer Bleichung unterzogen. Der entsprechende Vorgang bei der Aufbereitung von Altpapier ist die Druckfarbenentfernung, auch englisch Deinking genannt.

#### Konsistenzen
In einer Papier- oder Zellstofffabrik werden die Faserstoffe hauptsächlich durch Pumpen in Rohrleitungen transportiert und müssen dafür als Suspension vorliegen. Die Konsistenzen hängen in erster Linie vom Wassergehalt beziehungsweise von der Stoffdichte ab. Die Stoffdichte einer Faserstoffsuspension ist der Anteil des ofentrockenen Faserstoffs an der Gesamtmasse des Faserstoff-Wasser-Gemischs, in dem auch Füllstoffe und Hilfsstoffe enthalten sein können. Vereinfachend lassen sich anhand der Stoffdichte drei Konsistenzbereiche unterscheiden:
- LC-Bereich (LC = englisch low consistency): niedrige Stoffdichte (<8 %). Im LC-Bereich kann die Suspension mit normalen Kreiselpumpen gefördert werden.
- MC-Bereich (MC = englisch medium consistency): mittlere Stoffdichte (8–15 %). Die Suspension kann in diesem Bereich noch mit speziellen Kreiselpumpen gefördert werden, die unter anderem mit einer Vakuumabsaugung ausgestattet sind.
- HC-Bereich (HC = englisch high consistency): hohe Stoffdichte (>15 %). Im HC-Bereich ist der Transport mit Kreiselpumpen nicht mehr möglich, stattdessen wird der Faserstoff zum Beispiel mit einer Förderschnecke transportiert. Im HC-Bereich liegt der feuchte Faserstoff ohne tropfbares Wasser vor, man spricht auch von „Krümelstoff“.[22]

Unmittelbar vor der Entwässerung in der Papiermaschine ist der Papierfaserbrei eine stark verdünnte Suspension aus Wasser und Fasern mit einer Stoffdichte von 0,5 bis 2 %, das heißt, der Wasseranteil beträgt rund 98 bis 99,5 %. Manchmal wird zum Wassergehalt der maximal verdünnten Pulpe ein noch höherer Wert angegeben, zum Beispiel 99,7 % in einem Bericht über die Herstellung von Toilettenpapier.
Viele Papierfabriken verarbeiten Zellstoff, den sie nicht selbst herstellen. Zellstoff wird daher in großen Mengen auf dem Weltmarkt und auch regional gehandelt. Zu diesem Zweck wird Zellstoff bei der Herstellung auf einer Langsiebmaschine entwässert, dann bis auf einen Restfeuchtegehalt von ca. 6–8 % getrocknet („lufttrocken“, im Branchenjargon kurz „lutro“) und anschließend für den Transport zu Ballen oder Blöcken verpresst. Der lufttrockene Marktzellstoff wird nicht als Pulpe bezeichnet.

### Pappmaché
Auch Pappmaché wird aus einer Pulpe hergestellt. Dazu wird beispielsweise in Fetzen gerissenes Zeitungspapier in warmem Wasser eingeweicht und mit einem Pürierstab weiter zerkleinert. Je wärmer das Wasser ist und je länger es auf die Papierfasern einwirkt, desto mehr lösen sich die einzelnen Fasern voneinander und desto feiner wird die Pulpe. Anschließend wird durch Auspressen der Pulpe möglichst viel Wasser entfernt. Pappmaché entsteht, indem Tapetenkleister oder ein anderes Bindemittel in die ausgepresste Masse eingeknetet wird.

### Faserplatten und faserverstärkte Platten
Bei der Herstellung von Holzfaserplatten wird zunächst durch Zerfaserung von Holz oder verholzenden Pflanzen eine Pulpe hergestellt. Sie enthält nicht nur einzelne Fasern (lange und kurze intakte Fasern sowie zerbrochene Einzelfasern), sondern auch kleine Faserbruchstücke (die getrocknet als Staub erscheinen) und Faserbündel (mindestens zwei, meist aber viele zusammengelagerte, nicht getrennte Einzelfasern). Die Anteile dieser Fraktionen schwanken erheblich, abhängig von der eingesetzten Holzart. Anders als bei der Behandlung von Holzstoffen für die Papierherstellung werden die Faserbündel nicht aussortiert, ihr Volumenanteil am gesamten Faserstoff beträgt teilweise weit über 50 Prozent. Je nach Plattentyp wird gegebenenfalls ein Bindemittel zugesetzt. Entwässern und Trocknen, Verdichten und Verpressen sind weitere wesentliche Verfahrensschritte. Faserplatten zählen zu den Holzwerkstoffen.
Gipsfaserplatten werden aus einem Gemisch von Gips und Cellulosefasern hergestellt. Die Fasern werden häufig aus Altpapier gewonnen, die Pulpe wird anschließend mit Gips und Zusatzstoffen vermischt. Gipsfaserplatten sind faserverstärkte mineralische Platten. Im Gegensatz zu Holzfaserplatten sind sie nicht brennbar.

### Putzmischung mit hohem Wassergehalt
In einer Patentschrift aus dem Jahr 2015 wurde eine mit ungewöhnlich viel Wasser angerührte Putzmischung, die einen hohen Anteil von Cellulosefasern enthält, als „kohäsive Pulpe“ bezeichnet. Ansonsten werden Wasser angerührte Putzmischungen in der Regel nicht als Pulpe bezeichnet.

## Verarbeitung von Nahrungspflanzen

### Fruchtpulpe
Fruchtpulpe (auch Obstpulpe, Pulpe oder Pülpe genannt) ist ein Halbfertigprodukt in der Lebensmittelindustrie mit breiig-stückiger Konsistenz, eine Mischung aus Fruchtfleisch in breiiger Form und Fruchtstücken oder auch geschälten ganzen Früchten. Fruchtpulpe wird unter anderem zur Herstellung von Konfitüren oder Marmeladen verwendet. Wenn das Fruchtfleisch durch feinste Zerkleinerung und Passieren zu einer homogenen Dispersion verarbeitet wird, spricht man dagegen von Mark.

### Zerkleinertes Fruchtfleisch
Bei der Herstellung von Orangensaft und anderen Säften aus Zitrusfrüchten ist im Rohsaft zunächst noch zerkleinertes Fruchtfleisch enthalten. Dieses wird ebenfalls als Pulpe bezeichnet. Die Pulpe besteht aus gröberen und feineren Teilchen, die in mehreren Schritten (Absieben, Zentrifugieren, Dekantieren) vom Saft abgetrennt werden. Bei der Herstellung von „Orangensaft mit Fruchtfleisch“ wird ein wenig Pulpe vor dem Abfüllen wieder zugefügt.
Auch nicht verarbeitetes Fruchtfleisch wird bei manchen Früchten als Pulpe bezeichnet, beispielsweise bei Kaffeebohnen und bei Kakaobohnen.

### Nebenprodukte
Kartoffelpülpe ist ein faserhaltiges Nebenprodukt bei der Herstellung von Kartoffelstärke, das als Tierfutter verwendet wird. Als Begriff für die reine Fasersubstanz war im Zusammenhang mit der Qualitätskontrolle der Ausdruck „ausgewaschene Pülpe“ gebräuchlich.
Einige ähnliche Nebenprodukte, die bei der Verarbeitung anderer Nahrungspflanzen anfallen, werden ebenfalls Pülpe genannt und  können als Tierfutter verwendet werden, zum Beispiel:
- Ackerbohnenpülpe – Nebenerzeugnis bei der Gewinnung von Stärke aus Ackerbohnen
- Erbsenpülpe – Nebenerzeugnis bei der Gewinnung von Stärke aus Erbsen
- Getreidepülpe – Nebenerzeugnis bei der Gewinnung von Stärke aus Getreidekörnern oder Getreidemehl
- Zichorienpülpe – Nebenerzeugnis bei der Gewinnung von Inulin aus den Wurzeln von Zichorien

Bei der Gewinnung von Zucker aus Zuckerrüben bleiben als Nebenprodukt Zuckerrübenschnitzel übrig, denen der Zucker entzogen wurde. Diese werden manchmal als Pülpe oder Pulpe bezeichnet und ebenfalls als Tierfutter verwendet (siehe nächster Abschnitt).

### Zuckerrüben
Bei der Zuckerherstellung aus Zuckerrüben wird das Wort Pülpe laut dem Verein Deutscher Zuckertechniker in drei genaueren Fachausdrücken verwendet, die hier in der Reihenfolge der Arbeitsschritte zitiert werden:
- Schwemmwasserpülpe – im Schwemmwasser enthaltene feine Rüben- oder sonstige Pflanzenteilchen (das Schwemmwasser dient zum Transport der Rüben)
- Rohsaftpülpe – im Rohsaft enthaltene Rübenteilchen (der Rohsaft entsteht durch Extraktion des Zuckers aus den Zuckerrübenschnitzeln)
- Presswasserpülpe – im Presswasser enthaltene Teilchen der extrahierten Zuckerrübenschnitzel (das Presswasser läuft beim Auspressen der extrahierten Schnitzel ab)

In manchen Texten werden die extrahierten Zuckerrübenschnitzel, die als Viehfutter oder für Biogasanlagen verwendet werden, als Pulpe oder Pülpe bezeichnet, möglicherweise beeinflusst von der englischen Bezeichnung beet pulp und der französischen Bezeichnung pulpe de betterave für Rübenschnitzel. Der Verein Deutscher Zuckertechniker rät davon ab, die extrahierten Schnitzel Pülpe zu nennen, und verweist zur Begründung auf die konkurrierende Wortbedeutung im Bereich der Verarbeitung von Früchten.
Abweichend davon gibt Römpp an, Pülpe sei eine Bezeichnung für den Rübenzucker-Rohsaft mit restlichen Schnitzelteilchen.

### Maniok
Die zerkleinerte geschälte Maniokwurzel wird als Pulpe bezeichnet.

## Aufschlämmungen ohne Fasern

### Erzpulpe
Eine Aufschlämmung von fein zermahlenem Erz nennt man in der Metallurgie Erztrübe, seltener auch Erzpulpe oder Erzpulp. Die Eigenschaften der Suspension werden vor allem von der Konzentration und der Größenverteilung der festen Partikel  bestimmt. Durch das Verfahren der Flotation wird das Erz aufkonzentriert und vom tauben Gestein getrennt. Nach der Extraktion des Erzes bleiben schlammige Rückstände übrig, die sogenannten Tailings, die zumeist in großen Absetzbecken gelagert werden.

### Lehmpulpe
Lehmpulpe, eine schlammige Mischung aus Lehm und Wasser, wurde im Bergbau zur Verhütung und Eindämmung von Bränden sowie als Versatz eingesetzt. Die früher als Versatz, also zur Verfüllung von Abbauhohlräumen verwendete Pulpe wurde als „toniger Schlamm“ beschrieben.